# Vicente Beltrán de Heredia y Ruiz de Alegría
Vicente Beltrán de Heredia y Ruiz de Alegría OP (* 9. November 1885 in Audícana (Álava); † 7. Juni 1973 in Salamanca) war ein spanischer römisch-katholischer Theologe sowie Ordens- und Theologiehistoriker des Dominikanerordens.

## Leben und Werk
Vicente Beltrán de Heredia wurde im Jahr 1900 Mitglied des Dominikanerordens. Er studierte von 1901 bis 1911 in den Dominikanerkonventen in Corias (Asturien) und Salamanca. Ab 1916 wirkte er als Chefredakteur der Zeitschrift Ciencia tomista. Seine zahlreichen Publikationen enthalten wertvolle Materialien zur Universitäts- und Theologiegeschichte im frühneuzeitlichen Spanien, vor allem zu Theologen des Dominikanerordens und der Universität Salamanca.
Nach Fernando Domínguez mangelt es Vicente Beltrán de Heredia zuweilen an historischer Kritik und Ausgewogenheit der Interpretation.